# Kloster Hadmersleben

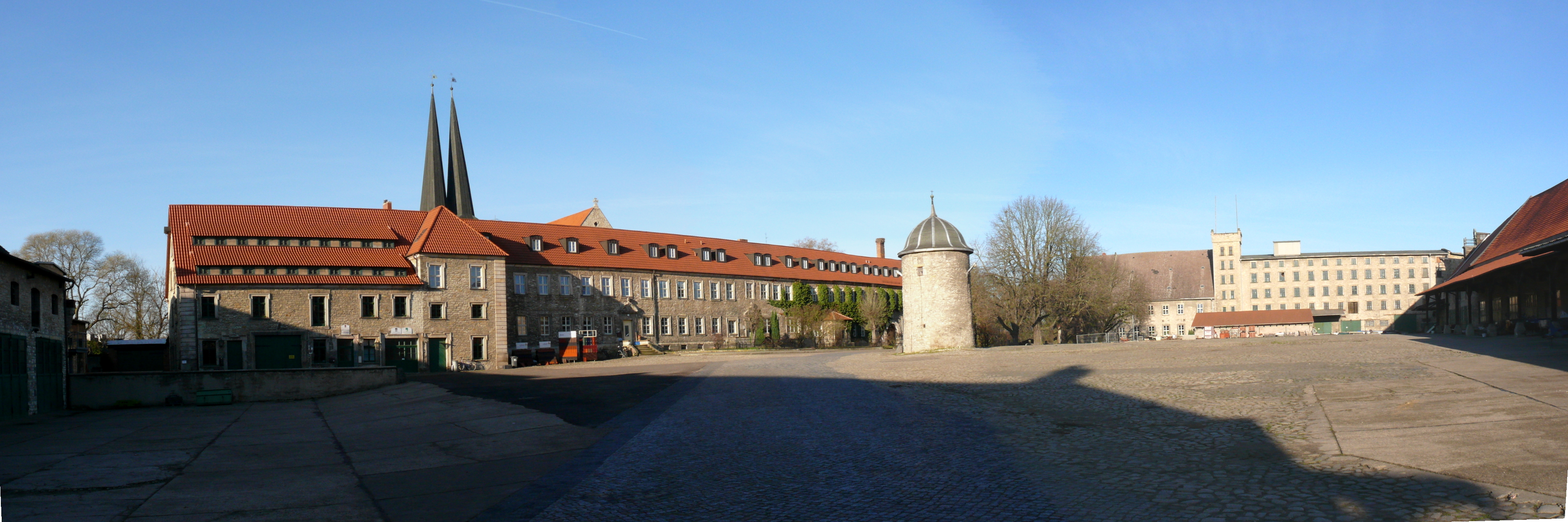
Kloster Hadmersleben (Blick vom Klosterhof aus)

Das Kloster Hadmersleben  (lat. monasterium Hadmerslebensis) war eine Benediktinerinnen-Abtei in Hadmersleben im heutigen Bundesland Sachsen-Anhalt. Es ist heute eine Station an der Straße der Romanik und beherbergt die katholische Kirche „St. Peter und Paul“ und das „Kulturhistorische Museum Klosterkirche“. Innerhalb des Klosterkomplexes befinden sich weiterhin die Internatsschule Hadmersleben und eine Reihe regionaler Unternehmen.

## Kloster

### Geschichte

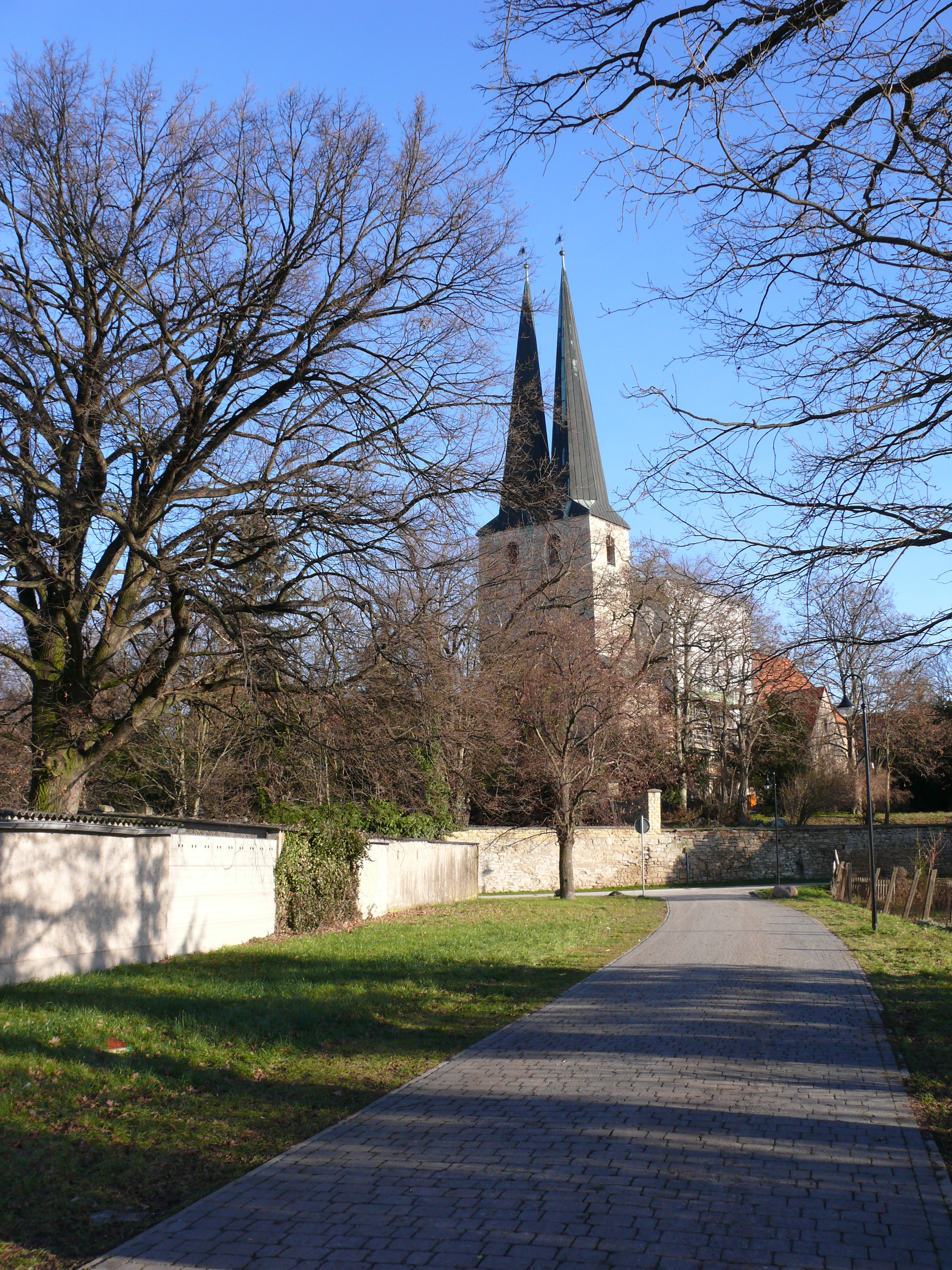
Ehemalige Abteikirche und heutige Pfarrkirche „St. Peter und Paul“ und Klostermauer

Das Kloster Hadmersleben wurde 961 gegründet. Die Gründungsurkunde beinhaltet den Vollziehungsstrich des sechsjährigen König Otto II. Die im Kloster ausgestellte Kopie der Gründungsurkunde des Erzbistums Magdeburg von 968 erinnert an die Intrigen des Kaisers gegen den Stifter des Klosters Hadmersleben, Bernhard von Halberstadt. Dieser hatte die Gründung eines Erzbistums Magdeburg durch Otto I. verweigert, obwohl Papst Johannes XII. alle deutschen Bischöfe 962 aufgefordert hatte, das Vorhaben des Kaisers zu unterstützen. Die strikte Weigerung des Bischofs führte zu dessen Beinamen „Eisenkopf“ sowie zu dessen frühem Tod im Jahr 968. Die Schenkungsurkunde von König Otto III. von 994 brachte dem Kloster Hadmersleben 24 Ortschaften in verschiedenen Gauen des Reiches ein.
In einer Urkunde Reinhard von Blankenburgs, des damaligen Bischofs von Halberstadt, aus dem Jahr 1120 heißt es: „Die Frömmigkeit der Nonnen von Hadmersleben ist nicht nur entschlummert, sondern gänzlich erloschen.“ Durch die Äbtissin Sofia I. wurde der Konvent jedoch bald wieder erfolgreich und so wurde 1160 mit dem Bau des romanischen Kapitelsaals der Nonnen begonnen. Mit zwei Schiffen und Kreuzgratgewölben von sechs Jochen gilt dieser Saal als einer der größten seiner Art (24,5 m × 10,0 m). Der darauffolgende Verfall des Klosters wurde durch den Beitritt der 78 Nonnen zur Bursfelder Kongregation aufgehalten. Unter Äbtissin Sancta von Meynegodessen wurde 1505 mit der Restaurierung des Kapitelsaals – Backsteinimitation der Gurtbögen und Bemalung aller Wandflächen – begonnen. Gleichzeitig wurde die flache romanische Balkendecke im Kreuzgang stilgerecht durch gotische Kreuzrippen ersetzt. Im Barock reduzierte man, um effektiver heizen zu können, das Raumvolumen des Kapitelsaals durch Aufschüttung des Bodens um 1,20 Meter. Gleiches erfolgte im Kreuzgang, der anstelle offener Arkaden nun auch geschlossene Rechteckfenster erhielt.
Die Abtei Hadmersleben gehört zu den wenigen Klöstern im Erzbistum Magdeburg, die über die Reformation und den Dreißigjährigen Krieg hinaus katholisch geblieben sind. Der westfälische Frieden von 1648 ermöglichte dies.
Im Westteil der Klosteranlage findet sich als langgestrecktes Gebäude die Propstei mit dem romanischen Kapitelsaal für 15 Laienmönche. Bei Umbauarbeiten im Jahr 1751 wurden die ursprünglich vorhandenen Rundbögen beseitigt, das Dormitorium am Wirtschaftshof neu errichtet, sowie alle Fachwerkobergeschosse in Stein erneuert. Im Gutshof steht ein massiver Taubenturm von 1717 mit Kuppeldach sowie 350 aus Stein vorgefertigten Nestern. Die Südseite des Turmes und den Durchgang vom Gutshof zum Wirtschaftshof ziert das Wappen der Äbtissin Blume, bestehend aus zwei Feldern mit Rosen und zwei Feldern mit den Insignien der Apostel Petrus und Paulus. Das Wohnhaus des Ritterhofes, 1649 im Renaissance-Stil errichtet, ist unverändert erhalten. Hier wohnte die Mutter des Komponisten Georg Philipp Telemann, Maria Haltmeier, vor deren Vermählung. Ihr künftiger Ehemann, Heinrich Telemann, war 1668 Rektor der Stadtschule Hadmersleben.
Per Dekret des Königs von Westphalen, Jérôme Bonaparte (eines Bruders von Napoleon), vom 13. Mai 1809 wurde die Auflösung der Klöster Marienstuhl vor Egeln, Wöltingerode bei Vienenburg, Sankt Burchardi in Halberstadt, Adersleben bei Wegeleben, Teistungenburg im Eichsfeld und Hadmersleben angeordnet und zugleich festgelegt, dass die Konventualinnen und Laienschwestern in die übrigen, noch bestehenden Nonnenklöster versetzt werden sollten. Die dem Kloster Hadmersleben inkorporierte Pfarrei blieb jedoch weiter bestehen.
1885 erwarb der Pflanzenzüchter Ferdinand Heine das Anwesen mit Ausnahme der Kirche. Das große Gebäude im Norden des Gutshofes entstand 1888 als Brennerei und 1904 als Saatgutspeicher auf Kreuzgratgewölben des 12. Jahrhunderts. Um den mittelalterlichen Eindruck des Klosters nicht zu zerstören, ließ Heine die Gebäude nicht aus billigem Ziegelstein errichten, sondern aus dem für dieses Kloster üblichen Bruchsteinmauerwerk.

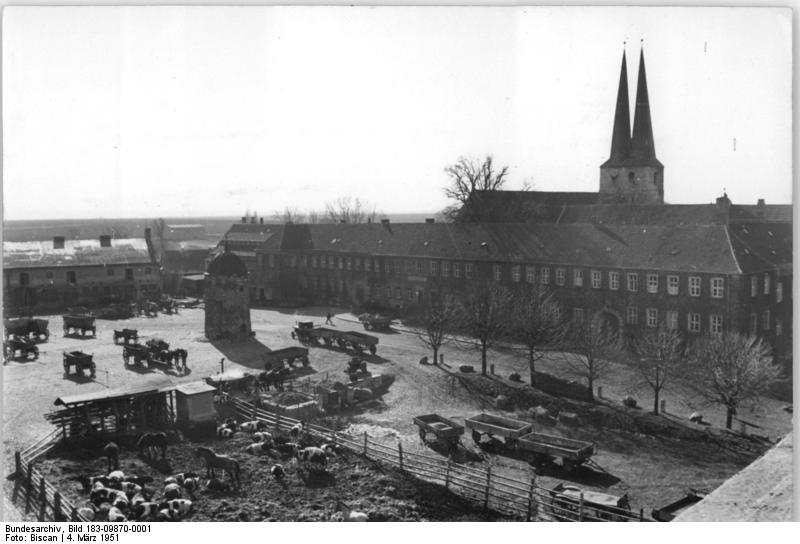
Kloster Hadmersleben als Volkseigenes Gut, 1951

Nach Maßgabe von Heine errichtete der Berliner Architekt Hans Grisebach in den Jahren 1887/88 auf dem Wirtschaftshof einen neobarocken Treppenturm und setzte auf den nördlichen Kreuzgang eine Loggia im Renaissance-Stil auf. Grisebach kam nach Hadmersleben auf Empfehlung des Generaldirektors der Berliner Museen, Wilhelm von Bode (einem Schwager Heines). Im nördlichen Obergeschoss wurden die Klosterräume im klassizistischen Stil zu Wohnräumen der Familie Heine umgestaltet, ein Fußbodenmosaik im Vestibül verlegt und je ein Erker im Stil der Renaissance und des Barock angebaut. Das ehemalige Schlafzimmer zeigt heute besonders wertvolle Erinnerungsstücke an Ferdinand Heine, wie Möbel, Arbeitsgeräte, eine ornithologische Sammlung sowie landwirtschaftliche Preise, Medaillen, Orden und Ehrenzeichen.
Noch 1965 wurden auf dem Gutshof des landwirtschaftlichen Betriebes mit 6.500 Hektar Nutzfläche Maschinen abgestellt, Erntegut gelagert sowie Pferde, Rinder und Schweine gehalten. 1981 wurde mit der Restaurierung von Kapitelsaal, Kreuzgang, Parlatorium, Äbtissinnenzimmer, Treppenturm, Loggia und Tapetensaal begonnen.

### Ausstattung

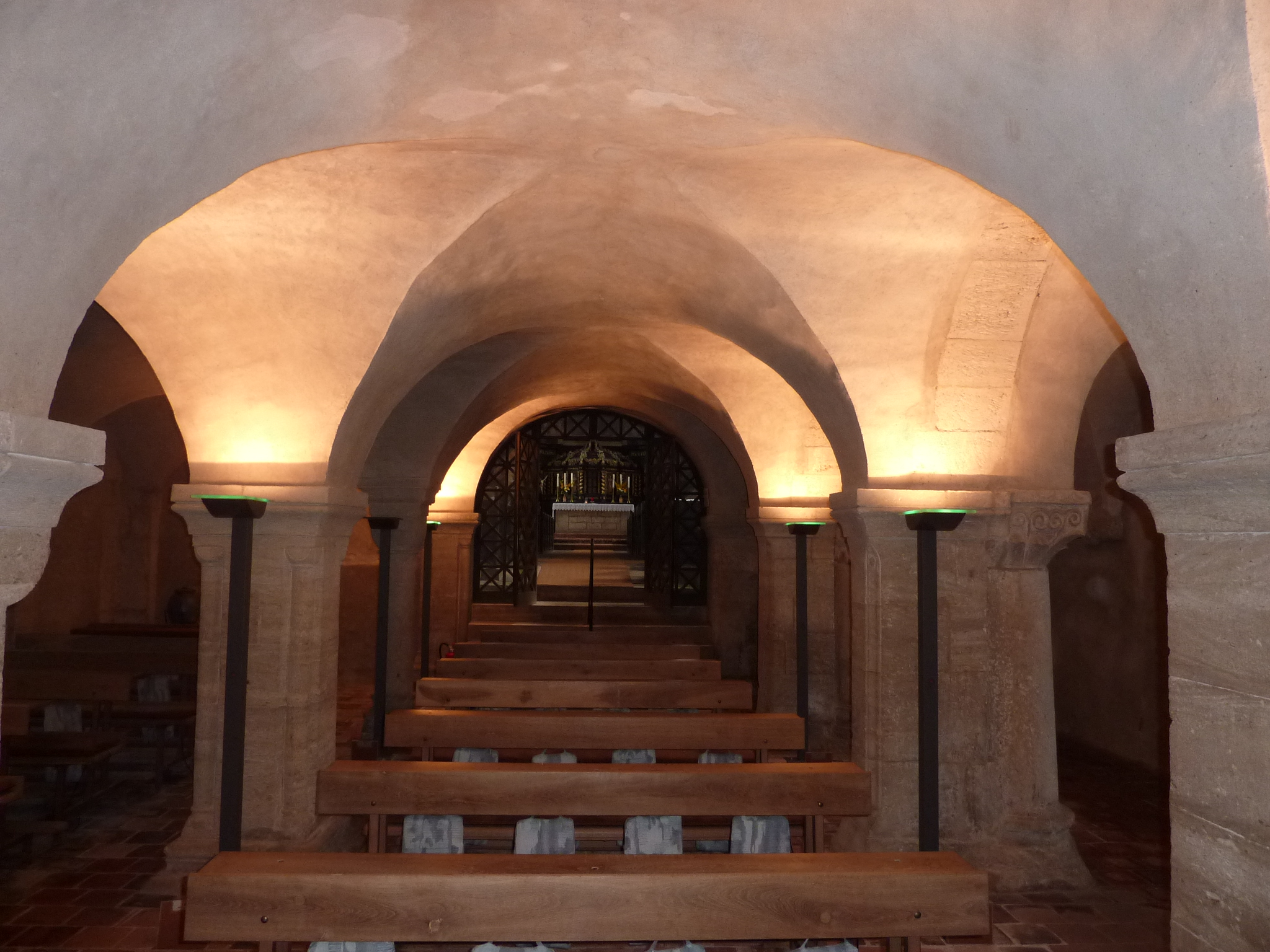
Krypta der Klosterkirche

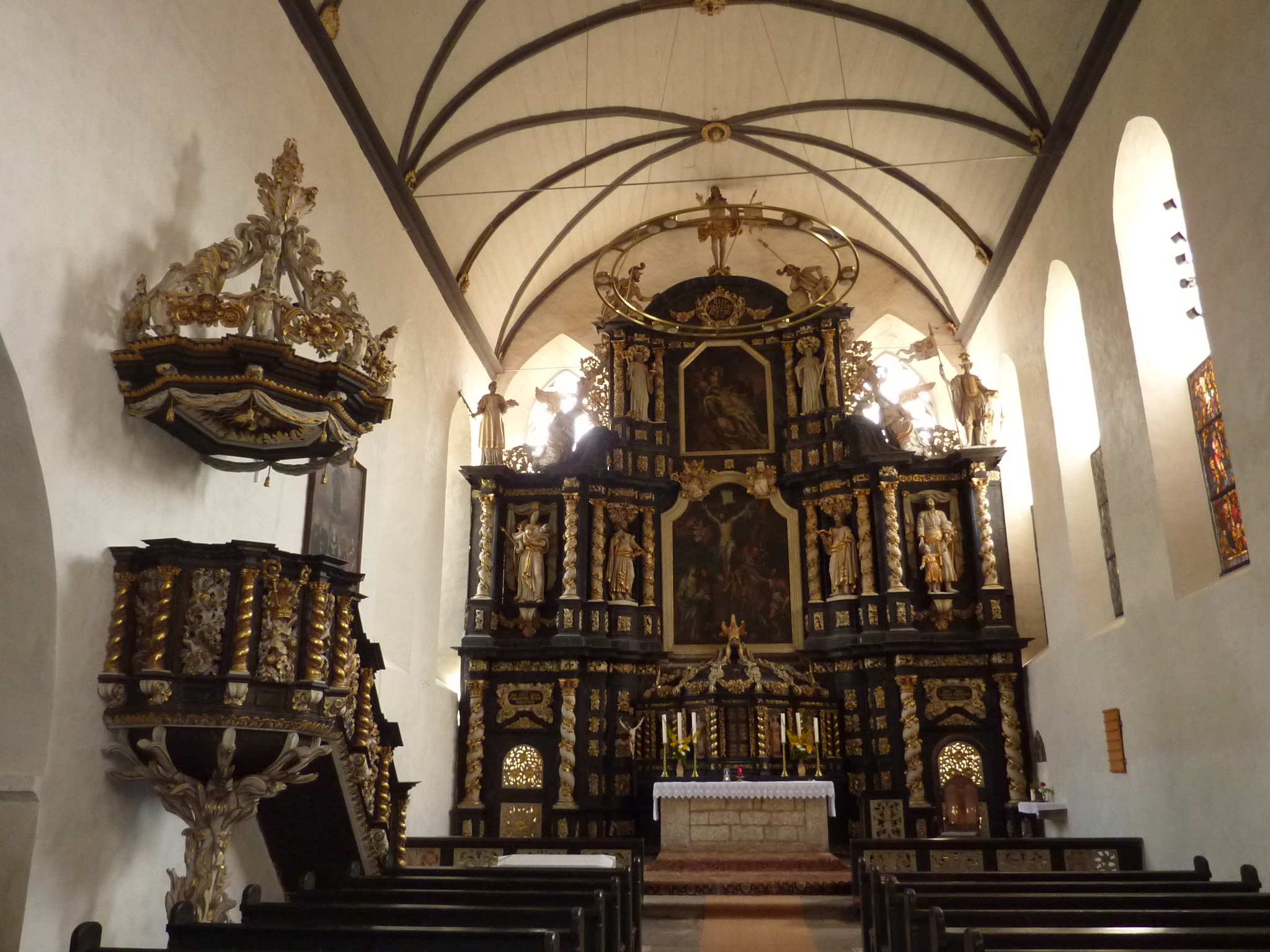
Chor der Klosterkirche

Der Wirtschaftshof des Klosters besteht aus dem großen und kleinen Kapitelsaal, dem Refektorium, dem Parlatorium und einer Mauer mit klassizistischen Bekrönungsvasen. In den Obergeschossen befinden sich Dormitorium, die Zimmer der Äbtissin, die Wächterstube und die Gästezimmer. Der sich über eine Gesamtfläche von fast einem Hektar ausdehnende Gutshof des Klosters wird von den Gebäuden im Viereck umschlossen.
Im Vestibül des Obergeschosses befinden sich zwei wertvolle Möbelstücke: ein Danziger Barockschrank aus Nussbaum mit Allegorien und Masken sowie eine Stollentruhe von der Wende des 17. zum 18. Jahrhundert. 
Im Empfangszimmer der Äbtissin, ausgestattet mit einer barocken Stuckdecke aus dem Jahr 1693, ist die Kopie der Gründungsurkunde des Klosters Hadmersleben von 961 ausgestellt. Von besonderer Bedeutung sind originale Neumen (Noten), nach denen die Nonnen des Klosters im 13. Jahrhundert gesungen haben. Auf einer tafelförmigen Vergrößerung des Kupferstichs Caspar Merians von Hadmersleben im Äbtissinnenzimmer sind das Kloster am morastigen Ufer der Bode im Westen und das Renaissance-Schloss der Erzbischöfe von Magdeburg am steilen Ufer im Osten zu erkennen.
Bemerkenswert ist der Saal mit einer klassizistischen Panoramatapete aus Frankreich aus den Jahren 1827/28. Dieses Meisterwerk französischer Druckkunst gilt als das am besten erhaltene von nur noch fünf insgesamt vorhandenen Exemplaren. Die Tapete stellt den Befreiungskampf der Griechen gegen die Türken von 1821 bis 1829 dar, in dem Lord Byron sein Leben verloren hatte. Die Szenerien wurden gemäß dem Kriegstagebuch des Oberst Voutier von dem französischen Porträt- und Historienmaler Jean Julien Deltil (1791–1863) auf einer Fläche von 60 Quadratmeter gestaltet. Ein gleichnamiges Gemälde Eugène Delacroixs von 1824 befindet sich im Louvre. Die aus dem Gutshaus Neuwegersleben stammende Tapete wurde 1965 in den Sitzungssaal des „Instituts für Getreideforschung“ übernommen, welches 1946 das züchterische und kulturelle Erbe Heines antrat.
Der Wegbereiter des Klassizismus, Johann Joachim Winckelmann aus Stendal, war in den Jahren 1742/43 als Hauslehrer auf Burg Hadmersleben tätig. Der Stuckdecken-Festsaal wurde späterhin zu einer Dokumentation seines Werdeganges genutzt. Schautafeln zeigen dort unter anderem Winckelmanns Verdienste um die modernen Kunstwissenschaften und um die klassische Archäologie. Ferner werden sein Hauptwerk Die Geschichte der Kunst des Altertums, sein Einfluss auf den griechischen Freiheitskampf sowie Goethes Buch Winckelmann und sein Jahrhundert präsentiert.

### Gemäldegalerie
Als Beitrag der Moderne zum kulturellen Erbe des Klosters entstand von 1982 bis 1989 im Dormitorium eine Gemäldegalerie mit großformatigen Bildern der Maler Michael Emig und Rudolf Pötzsch, Schüler der Professoren Werner Tübke, Rolf Kuhrt und Hans Mayer-Foreyt. Auf den Gemälden sind der Gründer des Klosters, Bischof Bernhard von Halberstadt, Szenen aus dem Bauernkrieg von 1525 und aus der Geschichte des Klosters zu sehen. An die Leiden der Insassen der Außenstelle des KZ Buchenwald im Kalischacht Hadmersleben, wo Teile von Kriegsflugzeugen gefertigt wurden, erinnert ein Gemälde mit SS-Mann, Häftling und visionärer Justitia. Das Triptychon „Erntearbeiten auf der Klosterbreite“ zeigt Heine in die Neuzeit versetzt.

### Klostergarten
Das von einer teilweise gut erhaltenen Steinmauer umschlossene, etwa 4,3 Hektar große, Gartenareal war früher Blumen-, Kräuter-, Gemüse- und Obstgarten der Nonnen. Ferdinand Heine verwandelte es in einen englischen Landschaftspark mit zwei Schwanenteichen, verschlungenen Wegen und beeindruckenden Sichtschneisen.
Ferdinand Heine ließ dort 68 Laubholzarten und 13 Nadelgehölze anpflanzen. Die meisten davon sind Exoten wie der Ginkgo-Baum, die kanadische Sumpfzypresse oder die sibirische Fuchsschwanzkiefer. Der Park ist dauerhafter Standort von Schwarz-, Grün- und Buntspecht, von Eichelhäher, Ringeltaube und von vielen anderen Singvögeln.

## Klosterkirche
Die romanisch-gotische katholische Kirche „St. Peter und Paul“ stammt im Wesentlichen aus dem 12. Jahrhundert. Älteste Teile, die ottonischen Kapitelle im Südschiff der Unterkirche und ein Wandkämpfer, gehen vermutlich auf die Gründungszeit des Klosters im 10. Jahrhundert zurück.
Im 13. und 14. Jahrhundert wurde das Kirchenschiff in zwei Bauphasen erneuert. Eine große Empore für die Nonnen wurde über der älteren Unterkirche errichtet. Im Dreißigjährigen Krieg wurde die Kirche ausgeplündert und teilweise zerstört. Von 1696 bis 1710 wurde das Kircheninnere barockisiert. Heute sind vor allem der große barocke Hochaltar sowie einige Nebenaltäre sehenswert. Die Statuen wurden zwischen 1695 und 1698 von Gertrud Gröninger geschaffen. Die barocke Orgel sowie die im gleichen Stil erbaute Kanzel runden die Ausstattung ab.
In den drei südlichen Chorfenstern sind insgesamt 14 mittelalterliche Glasmalereien erhalten, die vermutlich um 1320 im Bistum Halberstadt für die Hadmerslebener Klosterkirche angefertigt wurden. Eine fünfzehnte dazugehörige Glasmalerei wird im Ludwig Roselius Museum in Bremen aufbewahrt. Die Glasfelder befanden sich ursprünglich in den größeren Ostfenstern, welche seit Anfang des 18. Jahrhunderts von der barocken Altarwand verdeckt werden. Vom ursprünglichen Bildprogramm sind nur noch Reste erhalten (Passion Christi, Propheten, Leben des Paulus). Eine weitere, jüngere Glasmalerei (datiert zwischen 1578 und 1613) zeigt das Wappen des Halberstädter Bischofs Heinrich Julius von Braunschweig-Wolfenbüttel.
1954 diente die Klosterkirche als Kulisse bei einer DEFA-Verfilmung der Novelle Das Fräulein von Scuderi von E.T.A. Hoffmann mit Willy A. Kleinau und Henny Porten in den Hauptrollen.

### Pfarrei
Die dem Kloster Hadmersleben inkorporierte katholische Pfarrei blieb auch über die Säkularisation des Klosters Hadmersleben hinaus weiter bestehen.
Nachdem sich in der preußischen Provinz Sachsen ab Mitte des 19. Jahrhunderts die Zahl der Katholiken durch Zuwanderung erheblich erhöht hatte, wurde 1867 seitens des Bistums Paderborn, zu dem Hadmersleben damals gehörte, eine Dekanatsgliederung eingeführt. Hadmersleben wurde dem Dekanat Egeln zugeordnet. Zum 1. Dezember 1924 wurde aus Teilen der Dekanate Egeln und Halberstadt das neue Dekanat Oschersleben errichtet, dem die Pfarrei Hadmersleben mit ihrer Filialgemeinde Klein Oschersleben zugeordnet wurde.
Aufgrund steigender Katholikenzahlen in der Pfarrei Hadmersleben war bereits 1858 die Filialkirchengemeinde Oschersleben gegründet worden. 1901 bekam die Pfarrei Hadmersleben mit Klein Oschersleben eine zweite Filialkirchengemeinde.
Aufgrund abnehmender Katholikenzahlen wurde das Dekanat Oschersleben am 1. September 1996 durch das Bistum Magdeburg wieder aufgelöst und dem Dekanat Egeln angeschlossen, zu dem Hadmersleben heute noch gehört. Am 13. Oktober 2007 wurde der Gemeindeverbund „Eilsleben – Großalsleben – Hadmersleben – Hamersleben – Hötensleben – Klein Oschersleben – Oschersleben – Sommerschenburg – Völpke“ errichtet, zu dem seither auch die Pfarrei Hadmersleben gehört. Zu dieser Zeit gehörten zur Pfarrei Hadmersleben rund 210 Katholiken. Am 28. November 2010 entstand aus diesem Gemeindeverbund die heutige Pfarrei „St. Marien“ mit Sitz in Oschersleben, zu dem seitdem auch die Kirche „St. Peter und Paul“ gehört.